# Leopoldo Torres Balbás
Leopoldo Torres Balbás (Madrid, 23 de maig de 1888 – Madrid, 21 de novembre de 1960) va ser un arquitecte restaurador dels més qualificats del segle xx, i arqueòleg espanyol.

## Biografia
Fill del geògraf Rafael Torres Campos, va estudiar en l'Escola d'Arquitectura de Madrid (aleshores situada al carrer de los Estudios).
Leopoldo Torres Balbás és recordat avui com un dels pares de la restauració monumental a Espanya. La seva aportació fonamental es deu tant al seu pensament teòric, recollit en múltiples escrits, com a la pràctica, materialitzada principalment en les seves intervencions a l'Alhambra, el Generalife i l'Alcassaba de Màlaga entre 1923 i 1936, etapa en la qual va ocupar el càrrec d'Arquitecte Restaurador de la 6a Zona, catedràtic d'Art de l'Escola d'Arquitectura de Madrid i director d'obres de recuperació de l'Alhambra.
A ell se li deu en gran manera l'Alhambra que coneixem avui dia. La seva labor, rigorosa i sensible, va acabar amb la tradició de restauracions fantasioses i destructives de les dècades anteriors. Torres Balbás va restaurar el Palau dels Lleons, el Mexuar, el Pati dels Lleons i el del Safareig, i entre altres intervencions va crear la nova entrada a la Casa Reial i va reestructurar el Partal amb uns jardins a parts iguals hereus de les tradicions andalusina i clàssica.

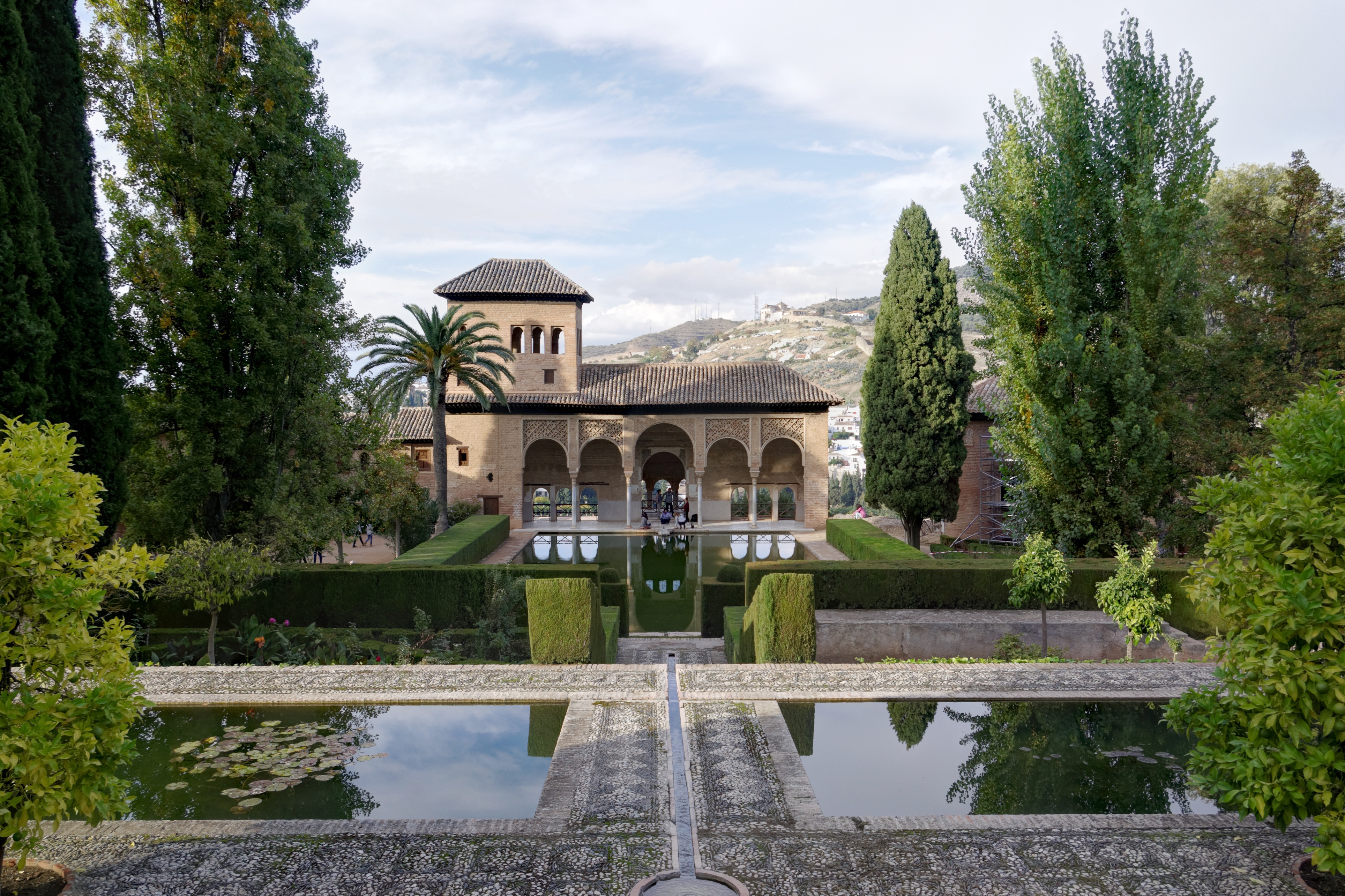
El Partal, restaurat per Leopoldo Torres Balbás.

Algunes de les seves intervencions en l' Alhambra, com la del Pati dels Lleons, on va desmuntar unes cupuletes vuitcentistes van ser criticades a la ciutat per alguns sectors que es van oposar a la seva labor. En aquest cas Manuel de Falla va haver d'intervenir davant les crítiques. Actualment a Torres Balbás se'l reconeix com un dels grans arquitectes que han tingut el privilegi de treballar en el conjunt monumental de l'Alhambra.
Amb motiu de l'Exposició Iberoamericana de Sevilla el 1929, se li encarregà el pavelló provincial de Granada, concedint-se-li la medalla d'or de l'Exposició. L'edifici va resultar destruït per un incendi alguns anys més tard.
El 1954 va llegir el seu discurs d'ingrés en la Reial Acadèmia de la Història que portava el títol d'Algunos aspectos del mudejarismo urbano medieval, sent contestat per Emilio García Gómez. Acadèmic d'Honor de la Reial Acadèmia de Belles Arts de San Telmo de Màlaga i Corresponent de la Reial Acadèmia de Ciències, Belles Lletres i Nobles Arts de Còrdova, prèviament havia estat acadèmic numerari de la Reial Acadèmia de Belles arts de Nostra Senyora de les Angoixes de Granada. Membre Corresponent de la Hispanic Society of America de Nova York i de l'Acadèmia Argentina de la Història. Doctor honoris causa per les universitats d'Alger i Rabat.